# Termas del Daymán
Termas del Daymán est une ville et une station thermale de l'Uruguay située dans le département de Salto. Sa population est de 331 habitants.

## Géographie
La ville thermale est située 487 km au nord-ouest de Montevideo, la capitale du pays.

## Population
| Année | Population |
| ----- | ---------- |
| 1963  | 254        |
| 1975  | 262        |
| 1985  | 348        |
| 1996  | 566        |
| 2004  | 331        |

,